# Ligne de Kiskunhalas à Kiskunfélegyháza
La Ligne de Kiskunhalas à Kiskunfélegyháza ou ligne 155 est une ligne de chemin de fer de Hongrie qui relie Kiskunhalas à Kiskunfélegyháza.